# アタナス・フーシェ
アタナス・フーシェ（Athanase Fouché、1801年6月25日 – 1886年2月10日）は、第4代オトラント公爵。フランスの革命期の政治家ジョゼフ・フーシェと、その最初の妻ボンヌ＝ジャンヌ・コワニョーの三男。兄アルマンの死によりオトラント公爵を継承した。

## 生涯
兄たちとともに、ナポレオンの将軍ベルナドットが王となったスウェーデンに移住し、軍人、議員、次いでベルナドットの息子のスウェーデン国王オスカル1世の狩猟長官となった。
最初にパルムスティエルナ女男爵クリスティーナと、次にアデレード・フォン・ステディングと、さらにフロニカ・マルクスと結婚したが、このうち二人目のアデレードとの結婚で、ジョゼフ・フーシェの血統を残すこととなった。
また、オトラント公爵家は、王族ではない公爵として、スウェーデンに定着した。

## 家族
- 妻：パルムスティエルナ女男爵クリスティーナ（1799年 - 1826年）
- 妻：アデレード・フォン・ステディング（1802年 - 1863年）
  - 子：ポーリーヌ（1839年 – 1906年） - ビエルケン伯爵夫人
  - 子：グスタフ（1840年 – 1910年） - 第5代オトラント公爵
    - 孫：シャルル・ルイ（1877年 – 1950年）　第6代オトラント公爵
      - 曾孫：グスタフ（1912年 – 1995年） - 第7代オトラント公爵
        - 玄孫：シャルル・ルイ（1986年 – ） - 第8代オトラント公爵
- 妻：フロニカ・マルクス（1847年 - 1887年）